# Yunnan
Le Yunnan (chinois simplifié : 云南 ; chinois traditionnel : 雲南 ; pinyin : Yúnnán ; litt. « Sud des nuages ») est une province de la république populaire de Chine, située dans la région sud-ouest du pays, dont le chef-lieu est Kunming.
Frontalier du Viêt Nam, du Laos et de la Birmanie, il regroupe des populations de diverses appartenances ethniques (25 minorités nationales). Région essentiellement montagneuse, le Yunnan reste une des provinces les moins riches de Chine, malgré le développement de la production de riz, cacao, café, thé, de la spiruline et du tourisme. Le PIB est passé de 400 milliards de yuans en 2006 à 1486 milliards de yuans en 2016.

## Géographie

### Situation
La province du Yunnan se situe au sud-est du Tibet, au sud du Sichuan, au sud-ouest du Guizhou et à l'ouest du Guangxi, ainsi qu'au nord-ouest du Viêt Nam, nord du Laos et nord-est de la Birmanie.
Le Yunnan possède des paysages d'une très grande diversité, séparé des plateaux arides du Tibet au nord par le col du Hong-La (4 220 m) jusqu'aux forêts tropicales du Xishuangbanna et comprenant la chaîne montagneuse des monts de Cangshan. Province essentiellement agricole dotée de terres très fertiles (la « terre rouge » du Yunnan) et d'un climat généralement clément, le Yunnan exporte une très grande variété de fruits et légumes.
Plusieurs fleuves importants traversent le Yunnan dont :
- le Yangzi Jiang (扬子江 / 揚子江, yángzǐ jiāng ou le fleuve bleu) ;
- le Mékong (澜沧江, láncāng jiāng, « fleuve aux vagues bleu foncé ») ;
- le fleuve Rouge (红河 / 紅河, hóng hé) ;
- la Salouen (怒江, nù jiāng, « fleuve en fureur »).

Sa capitale, Kunming, est située dans une cuvette à environ 2 000 m d'altitude, et entourée de rizières en étages (voir Hani). On la surnomme la « Ville du printemps éternel », notamment en raison du lac qui régule sa température. Elle est la seule métropole du Yunnan et compte plus de 3 millions d'habitants. Les autres villes sont peu peuplées.

### Ressources naturelles

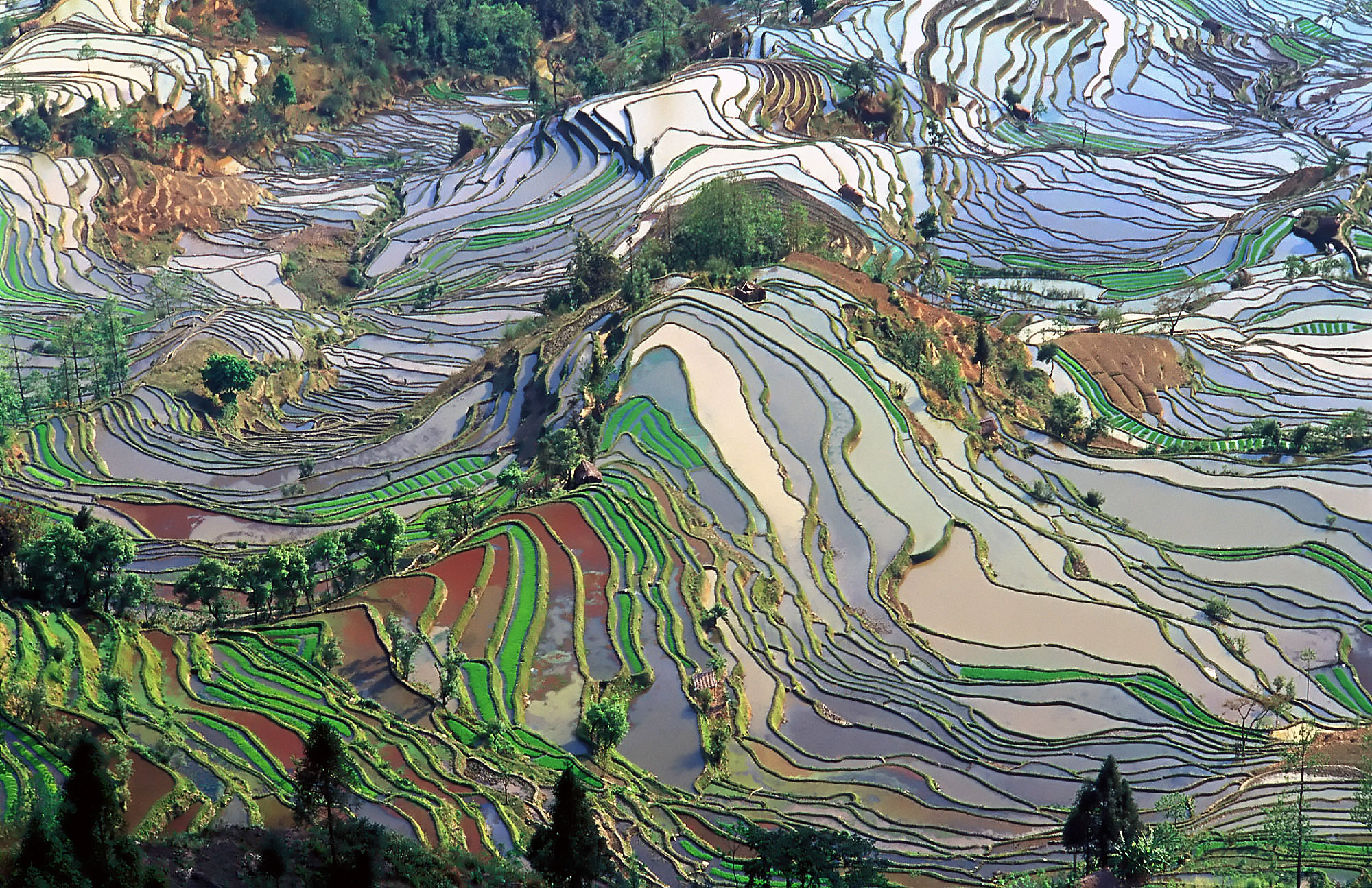
Rizières en terrasse des Hani de Honghe, dans le Xian de Yuanyang.

Le Yunnan abonde en ressources naturelles. Les eaux des montagnes sont très pures dans le nord, l'eau de Lijiang est naturellement légère et douce.

#### Faune et flore
Voisin de la forêt pluviale, le Yunnan se caractérise par sa grande diversité biogéographique et spécifique avec du paléoendémisme. Le Yunnan abrite plus de 200 bassins sédimentaires fossilifères documentant l'histoire évolutive de la biodiversité, le développement de la mousson et les changements d'altitude régionaux et comprend une forêt subtropicale de conifères à feuilles persistantes, classée comme l'un des centres endémiques les plus floristiques de la Chine.
La province est connue comme le paradis des plantes et des animaux. Elle compte plus d'espèces de plantes d'origine tropicale, subtropicale, tempérée et froide que n'importe quelle autre province chinoise. Il s'agit aussi bien d'anciennes espèces locales que d'espèces importées. Parmi les 30 000 espèces de plantes supérieures chinoises, 18 000 peuvent être trouvées au Yunnan.
Le climat du plateau du Tibet dans le district de Xianggelila, au nord de la province, ne permet pas la production de fruits ou de riz, ils sont donc amenés depuis d'autres régions de la province. Au contraire, dans le sud-ouest, dans le district de Xishuangbanna, le climat tropical est propice à une importante production de noix de coco, bananes et de nombreux autres fruits tropicaux. Le maïs est produit dans toute la province. Les champs sont généralement de petite taille et la culture peu mécanisée.
Le climat tempéré et humide de cette province permet à de nombreux champignons d'y pousser dont certains ont de nombreuses vertus médicinales. À Kunming par exemple, vers le mois de septembre, de nombreux restaurants proposent des spécialités de fondues aux champignons, composées de différents champignons de la région.
La spiruline y est également massivement cultivée et vendue à très bon prix dans les boutiques de thé ou de plantes médicinales (entre 150 et 200 yuans les 500 g).

#### Minéraux
Plus de 150 types de minéraux ont été découverts dans la province. 

## Histoire
Situé à l'intersection du plateau tibétain, du sud de la Chine et de l'Asie du Sud-Est, le Yunnan peut être globalement divisé en trois grandes régions géographiques, chacune ayant des caractéristiques culturelles distinctes. Les régions du nord et de l'ouest, s'étendant du plateau tibétain, ont démontré des liens culturels avec le plateau tibétain, le Sichuan, le Gansu et le Qinghai depuis la période néolithique. La région centrale est associée à la culture Dian distincte de l'âge du bronze, une culture indigène régionale centrée autour du lac Dian connue pour son travail du métal sophistiqué et sa complexité sociale. Les régions de l'est et du sud du Yunnan ont été influencées par les populations côtières du sud-est de la Chine dès le Néolithique, par l'intermédiaire des voies navigables du bassin de la rivière des Perles.
L'histoire du Yunnan commence réellement avec le royaume de Dian (滇国, IVe siècle av. J.-C. – 109). Centré sur le lac Dian, ce royaume s'étendait jusqu'à Dali. Il disparaît en 109 av. J.-C., à la suite d'une campagne militaire organisée par l'empereur chinois Han Wudi. Le Yunnan reste ensuite dans le giron chinois pendant toute la dynastie Han.

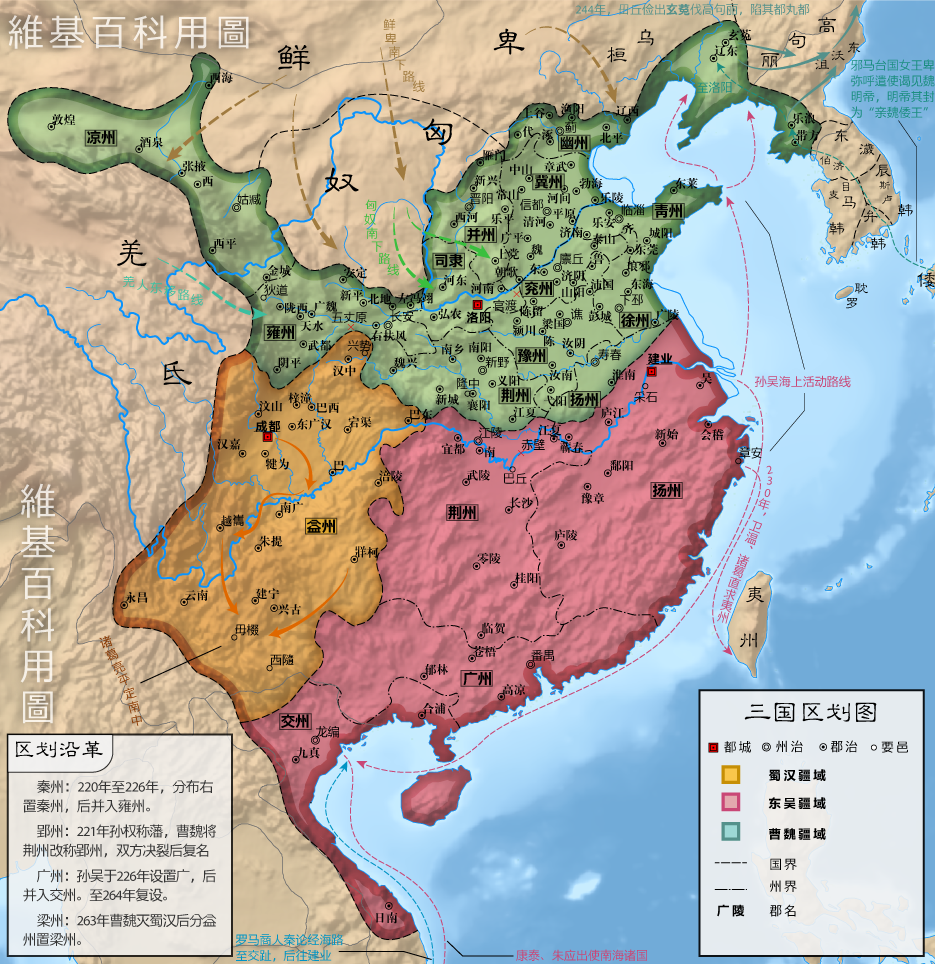
Yunnan dans le royaume de Shu (en jaune), en 226.

Après la chute des Han en 220, une révolte éclate dans le sud de la région au début de la période des Trois Royaumes (220-280), mais Zhuge Liang, le premier ministre du Shu, réprime la révolte en 225. Le Yunnan reste chinois jusqu'au début de la dynastie Jin (265-420), où les troubles consécutifs à la guerre des huit princes (291-306), puis à la chute des Jin de l'ouest en 317, permettent aux tribus locales de reprendre leur indépendance.
À partir de 649, la région est à nouveau unifiée par le royaume de Nanzhao (南诏, 649-902) puis le Royaume de Dali (937-1253), dont les élites étaient de langue bai. Le Royaume de Dali a connu deux périodes, de 937 à 1095, avant son renversement par Gao Shengtai, qui forme le royaume de Dazhong, puis de retour, de 1096 à 1253, date la conquête par les Mongols.
C'est sous la gouvernance mongole de la région que Marco Polo a voyagé dans le Yunnan et a décrit son émerveillement dans le récit de son voyage.
Les Mongols créent le système de tusi basé sur le système Jimi (羁縻制 / 羈縻制, jīmí zhì, « contrôle jimi ») de la dynastie Tang qu'ils installent dans les régions comportant d'importantes minorités à la périphérie de l'empire. Les mongols créent le Tusi de Lijiang (丽江土司, également connu sous le nom tibétain de Jang yul tibétain : ལྗང་ཡུལ, Wylie : ljang yul, THL : jang yul) à Lijiang, gouvernant la région de population Naxi, il perdure jusqu'en 1723. Le premier tusi en est A-tsung A-liang (zh) (translittération chinoise, chinois : 阿琮阿良 ; pinyin : ācóng āliáng).
Lors de la conquête du Yunnan par la dynastie Ming, la cheftaine du Yunnan (zh), (云南土司, Yúnnán tǔsī), est créée en 1381.
Au XVIIe siècle, sous le règne des Mongols qoshots au Tibet, le roi qoshot Dalaï-Khan, basé dans le Kokonor (Qinghai) est le protecteur du Dalaï-Lama. Ce dernier incite en 1667 le roi à se soumettre aux ordres de la cour mandchoue de la Dynastie Qing. En 1670, Wu Sangui (ou Wou San-Kwai), alors prince du Yunnan, remet le territoire de Zhongdian (中甸, Zhōngdiàn, Tchong-Tyen, aujourd'hui Shangri-La) — qui obéissait jusqu'alors au rois de Lijiang (Li-Kyang) — au roi qoshot. Il y installe alors une garnison de lamas et un marché ouvert aux Mongols et Tibétains. 12 ans plus tard (1682), la cour de Chine y envoie des troupes pour prendre possession des territoires. Le dalaï-lama allié des Mandchous, se plaignait des actions du prince à l'Empereur de Chine, tandis que les lamas empêchaient la progression des Qoshots sur le territoire. Une enquête secrète est alors commanditée par l'Empire en 1680, à la mort de Wu Sangui, à la 11e lune de 1678, la paix revient sur la région.
La révolte tibétaine de 1905, qui visait les missionnaires catholiques, s'étend jusqu'au Sichuan et au Yunnan. Elle a pour conséquence le renforcement du pouvoir de la dynastie Qing dans la province.
Après la révolution chinoise de 1911 et la chute de la dynastie Qing, le Yunnan fut dominé par la clique du Yunnan. Cette domination cesse lorsque les communistes de Mao Zedong prennent le contrôle de la région à partir de 1945.
En 1965, des régions de la province tibétaine du Kham (voir aussi Xikang) sont rattachées au Yunnan.

## Politique et administration
Le Yunnan est découpé en 16 villes-préfectures : huit villes-préfectures et huit préfectures autonomes :
| Subdivisions administratives du Yunnan | Subdivisions administratives du Yunnan | Subdivisions administratives du Yunnan        | Subdivisions administratives du Yunnan | Subdivisions administratives du Yunnan | Subdivisions administratives du Yunnan | Subdivisions administratives du Yunnan | Subdivisions administratives du Yunnan | Subdivisions administratives du Yunnan | Subdivisions administratives du Yunnan | Subdivisions administratives du Yunnan | Subdivisions administratives du Yunnan | Subdivisions administratives du Yunnan |
| -------------------------------------- | -------------------------------------- | --------------------------------------------- | -------------------------------------- | -------------------------------------- | -------------------------------------- | -------------------------------------- | -------------------------------------- | -------------------------------------- | -------------------------------------- | -------------------------------------- | -------------------------------------- | -------------------------------------- |
| District Xian                          |                                        |                                               |                                        |                                        |                                        |                                        |                                        |                                        |                                        |                                        |                                        |                                        |
| №                                      | Code subdivision                       | Subdivision                                   | Superficie in km2                      | Population 2010                        | Densité                                | Siège                                  | Subdivisions                           | Subdivisions                           | Subdivisions                           | Subdivisions                           |                                        |                                        |
| №                                      | Code subdivision                       | Subdivision                                   | Superficie in km2                      | Population 2010                        | Densité                                | Siège                                  | Districts                              | Xians                                  | Xians autonomes                        | Villes-districts                       |                                        |                                        |
|                                        | 530000                                 | Province du Yunnan                            | 394 000                                | 45966766                               |                                        | Kunming                                | 16                                     | 67                                     | 29                                     | 16                                     |                                        |                                        |
| 1                                      | 530100                                 | Kunming (ville-préfecture)                    | 21 001,28                              | 6 432 209                              |                                        | Xian de Chenggong                      | 7                                      | 3                                      | 3                                      | 1                                      |                                        |                                        |
| 2                                      | 530300                                 | Qujing (ville-préfecture)                     | 28 939,41                              | 5 855 055                              |                                        | District de Qilin                      | 2                                      | 6                                      |                                        | 1                                      |                                        |                                        |
| 3                                      | 530400                                 | Yuxi (ville-préfecture)                       | 14 941,53                              | 2 303 518                              |                                        | District de Hongta                     | 2                                      | 4                                      | 3                                      |                                        |                                        |                                        |
| 4                                      | 530500                                 | Baoshan (ville-préfecture)                    | 19 064,60                              | 2 506 491                              |                                        | District de Longyang                   | 1                                      | 3                                      |                                        | 1                                      |                                        |                                        |
| 5                                      | 530600                                 | Zhaotong (ville-préfecture)                   | 22 439,76                              | 5 213 521                              |                                        | District de Zhaoyang                   | 1                                      | 9                                      |                                        | 1                                      |                                        |                                        |
| 6                                      | 530700                                 | Lijiang (ville-préfecture)                    | 20 557,25                              | 1 244 769                              |                                        | District de Gucheng                    | 1                                      | 2                                      | 2                                      |                                        |                                        |                                        |
| 7                                      | 530800                                 | Pu'er (ville-préfecture)                      | 44 264,79                              | 2 542 898                              |                                        | District de Simao                      | 1                                      |                                        | 9                                      |                                        |                                        |                                        |
| 8                                      | 530900                                 | Lincang (ville-préfecture)                    | 23 620,72                              | 2 429 497                              |                                        | District de Linxiang                   | 1                                      | 4                                      | 3                                      |                                        |                                        |                                        |
| 13                                     | 532300                                 | Préfecture autonome yi de Chuxiong            | 28 436,87                              | 2 684 169                              |                                        | ville de Chuxiong                      |                                        | 9                                      |                                        | 1                                      |                                        |                                        |
| 14                                     | 532500                                 | Préfecture autonome hani et yi de Honghe      | 32 167,67                              | 4 500 896                              |                                        | ville de Mengzi                        |                                        | 6                                      | 3                                      | 4                                      |                                        |                                        |
| 15                                     | 532600                                 | Préfecture autonome zhuang et miao de Wenshan | 31 409,12                              | 3 517 946                              |                                        | ville de Wenshan                       |                                        | 7                                      |                                        | 1                                      |                                        |                                        |
| 16                                     | 532800                                 | Préfecture autonome dai de Xishuangbanna      | 19 107,05                              | 1 133 515                              |                                        | ville de Jinghong                      |                                        | 2                                      |                                        | 1                                      |                                        |                                        |
| 12                                     | 532900                                 | Préfecture autonome bai de Dali               | 28 299,43                              | 3 456 323                              |                                        | ville de Dali city                     |                                        | 8                                      | 3                                      | 1                                      |                                        |                                        |
| 9                                      | 533100                                 | Préfecture autonome dai et jingpo de Dehong   | 11 171,41                              | 1 211 440                              |                                        | ville de Mangshi                       |                                        | 3                                      |                                        | 2                                      |                                        |                                        |
| 10                                     | 533300                                 | Préfecture autonome lisu de Nujiang           | 14 588,92                              | 534 337                                |                                        | ville de Lushui                        |                                        | 1                                      | 2                                      | 1                                      |                                        |                                        |
| 11                                     | 533400                                 | Préfecture autonome tibétaine de Diqing       | 23 185,59                              | 400 182                                |                                        | ville de Shangri-La                    |                                        | 1                                      | 1                                      | 1                                      |                                        |                                        |

### Principales villes
| Agglomération | Population de l'agglomération millions (2017) | Rang (Chine) | Superficie | Densité | Commentaire                                            |
| ------------- | --------------------------------------------- | ------------ | ---------- | ------- | ------------------------------------------------------ |
| Kunming       | 3,73                                          | 27           | 712 km²    | 5200    |                                                        |
| Qujing        | 1,26                                          |              | 148 km²    | 8500    |                                                        |
| Dali          | 0,78                                          |              | 479 km²    | 1600    |                                                        |
| Jinghong      | 0,51                                          |              | 186 km²    | 2700    | Rattaché à la Préfecture autonome dai de Xishuangbanna |

## Économie

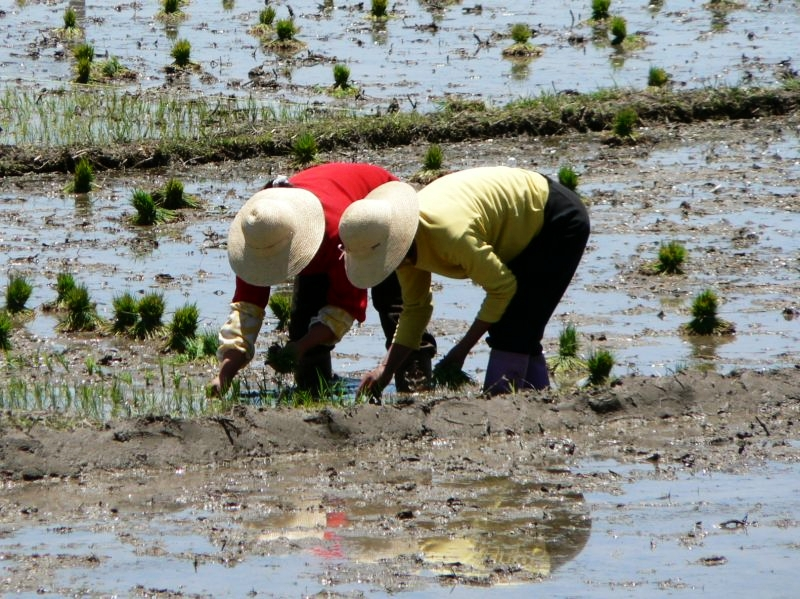
Paysannes du Yunnan repiquant du riz à 2000 m d'altitude.

Le Yunnan est une région où l'activité agricole est très forte et très diversifiée du fait de ses climats très contrastés.  La province produit, des fruits tropicaux, tels que noix de coco (Cocos nucifera), banane (Musa yunnanensis (en) est une espèce sauvage de la région), ananas et cacao. Elle produit également beaucoup de thé, notamment les célèbres Pu-erh et tuocha, du riz, de l'hévéa, du café.
Le Yunnan est le premier producteur mondial de spiruline. Il en est produit également sur l'île de Hainan, dans la province du Guangdong, ce qui fait de La Chine le premier producteur mondial avec 50 % de la production en 2013. La production de la marque Green-A, du district de Chenghai, dans la province du Guangdong, a connu, avec celle des États-Unis la marque Cont-healthy un épisode de production contenant du plomb, les autorités sanitaires chinoises ont alors immédiatement fermé la production pour remise en norme, les tests on démontrés que la production du Yunnan n'est pas concernée.
On peut citer la culture maraîchère que l'on retrouve un peu partout en Chine, mais surtout la culture et la transformation du tabac sous forme de cigares vendus principalement dans la province, et de cigarettes de la marque Hongmei (红梅) de Hongtashan (groupe Hongda (zh)), dont le siège est situé à Yuxi, vendues dans l'ensemble de la Chine.
L'élevage tient lui aussi une place relativement importante, la production laitière permet la commercialisation dans la province de produits tels le rubing (乳饼 / 乳餅, rǔbǐng), sorte de fromage qui se déguste revenu à la poêle.
À Kunming a régulièrement lieu l'exposition horticole internationale. L'activité horticole s'est développée et ce même pour des roses produites sous licence.
Le PIB de la province à une importante croissance, il passe de 400 milliards de yuans en 2006 à 1 200 milliards en 2013, et est de 1 486 milliards de yuans en 2016.

## Population et société

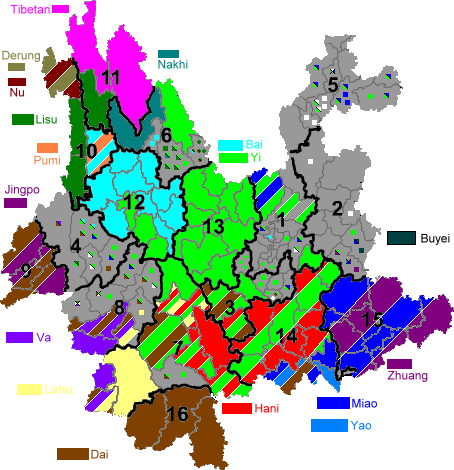
Répartition des minorités ethniques dans la province du Yunnan.

La géographie complexe de la province du Yunnan englobant des chaînes de montagnes, des gorges et des vallées fluviales, a donné naissance à de multiples cultures diverses et abrite le plus grand nombre de minorités ethniques de Chine.
Le Yunnan se distingue ainsi par une grande diversité ethnique et culturelle. Les Han représentent plus de 60 % de la population et de nombreuses autres nationalités sont présentes dans la province. Elles ont parfois des particularités marquées, ainsi les Naxi, environ 320 000 personnes, possèdent une langue et une écriture propres. Les Mosuo (80 000 personnes) et les Aini[réf. nécessaire] (30 000) ont une structure sociale matriarcale. Les Mosuo sont connus pour la liberté sexuelle dont jouissent les hommes comme les femmes, et qui est comparable à celle des Zhaba dans le Sichuan.
Lors du rattachement du Tibet à la république populaire de Chine, une large partie des plateaux tibétains a été rattachée au Yunnan, et avec eux une population de 120 000 Tibétains, à Xianggelila, la culture tibétaine est importante: monastères du bouddhisme tibétain, médecine traditionnelle tibétaine, langue et littérature tibétaine, peinture (notamment confection de thangkas), musique, élevage du yak.

Dans le district de Lijiang, la culture dongba des Naxi (écriture pictographique, religion animiste et totemiste, mêlée de bouddhisme) est très présente. La musique purement acoustique reste très importante dans la culture naxi, alors qu'elle est plus souvent mêlée à de la musique électrique ou électronique dans les autres cultures chinoises. On peut entendre différentes formations orchestrales composées d'une vingtaine d'instrumentistes.

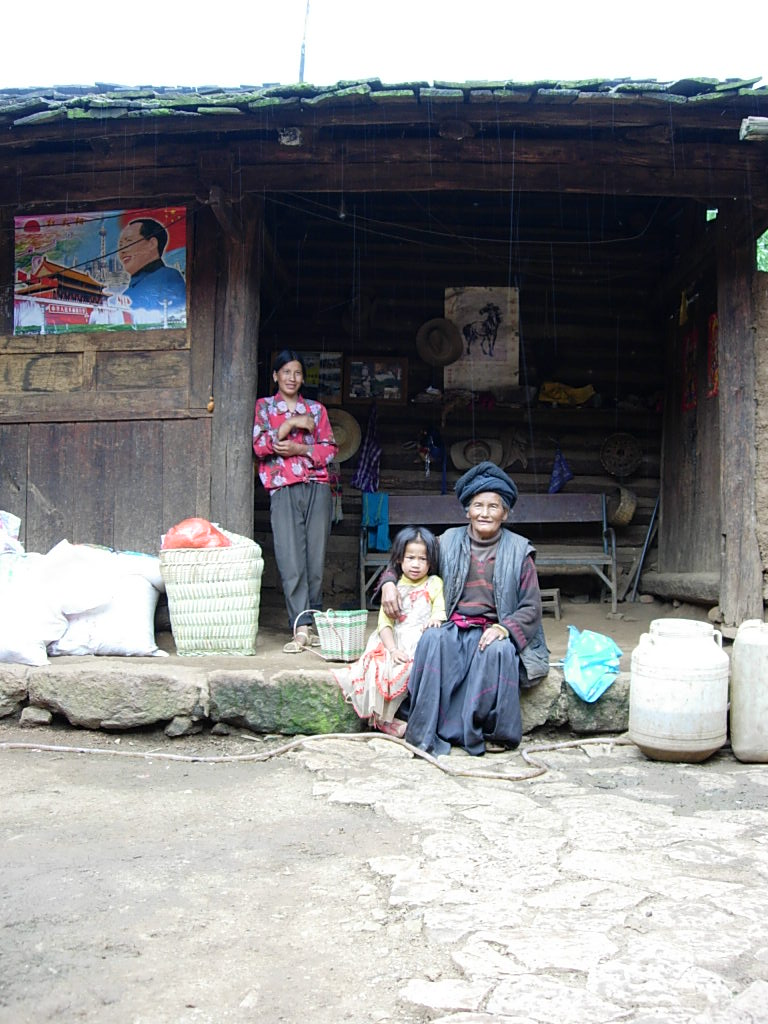
Famille paysanne du Nord du Yunnan, sur la montagne du Lion.

Dans le district de Dali, les Bai sont majoritaires, vêtus de costumes composés de blanc et d'autres couleurs selon les branches de la culture bai.
Dans le Sud du Yunnan, à Xishuangbanna, près de 75 % de la population est de la minorité dai, d'origine thaïlandaise ; le hulusi, instrument de musique dai, est très répandu dans cette région. La production d'argenterie et de bijoux composés d'argenterie et des pierres précieuses est une spécialité des hommes dai. Ils doivent dans leur culture trouver les matériaux et produire les bijoux pour leurs futures ou actuelles épouses.
On trouve généralement localement les écritures de ces minorités sur les panneaux au côté du chinois mandarin ; tibétain à Xianggelila, thaïlandais à Xishuangbanna ou dongba à Lijiang.

### Langues
Le Yunnan est une mosaïque linguistique. En plus du mandarin, la langue officielle de la Chine, les langues parlées au Yunnan appartiennent à plusieurs familles linguistiques :
- langues austroasiatiques : blang, u, wa ;
- langues hmong-mien : iu mien ;
- langues taïes-kadaïes : différentes Langues tai (Tai lü, Tay dam, Tai ya) ;
- langues tibéto-birmanes : bai, bisu, biyo, choni, drung (ou trong), honi, jinghpo, naxi, pumi, lisu, tibétain.

## Culture et patrimoine

### Arts
Le musée de Kunming expose de nombreux témoins de grande valeur, comme patrimoine du Yunnan tant sur le plan historique que sur le plan proprement artistique. Les bronzes de l'ancien royaume de Dian (du IVe au IIe siècle av. J.-C.) en sont un excellent exemple. Cette culture qui constitua momentanément un royaume, qui a existé durant une période correspondant, en Chine du Nord, à la fin de la Période des Printemps et Automnes jusqu'à la dynastie Han de l'Ouest, a permis l'éclosion d'un art du bronze nettement différent de celui de la Chine du Nord, qui reflète des contacts avec l'art de l'actuelle province du Sichuan (depuis les découvertes de Sanxingdui), le sud de la Chine, l'Asie du Sud-Est et jusqu'à l'art des steppes. Mais les artistes Dian montraient un attachement au détail juste rendu avec légèreté et sans le schématisme qu'a toujours affectionné l'art chinois, en dehors de certains portraits.

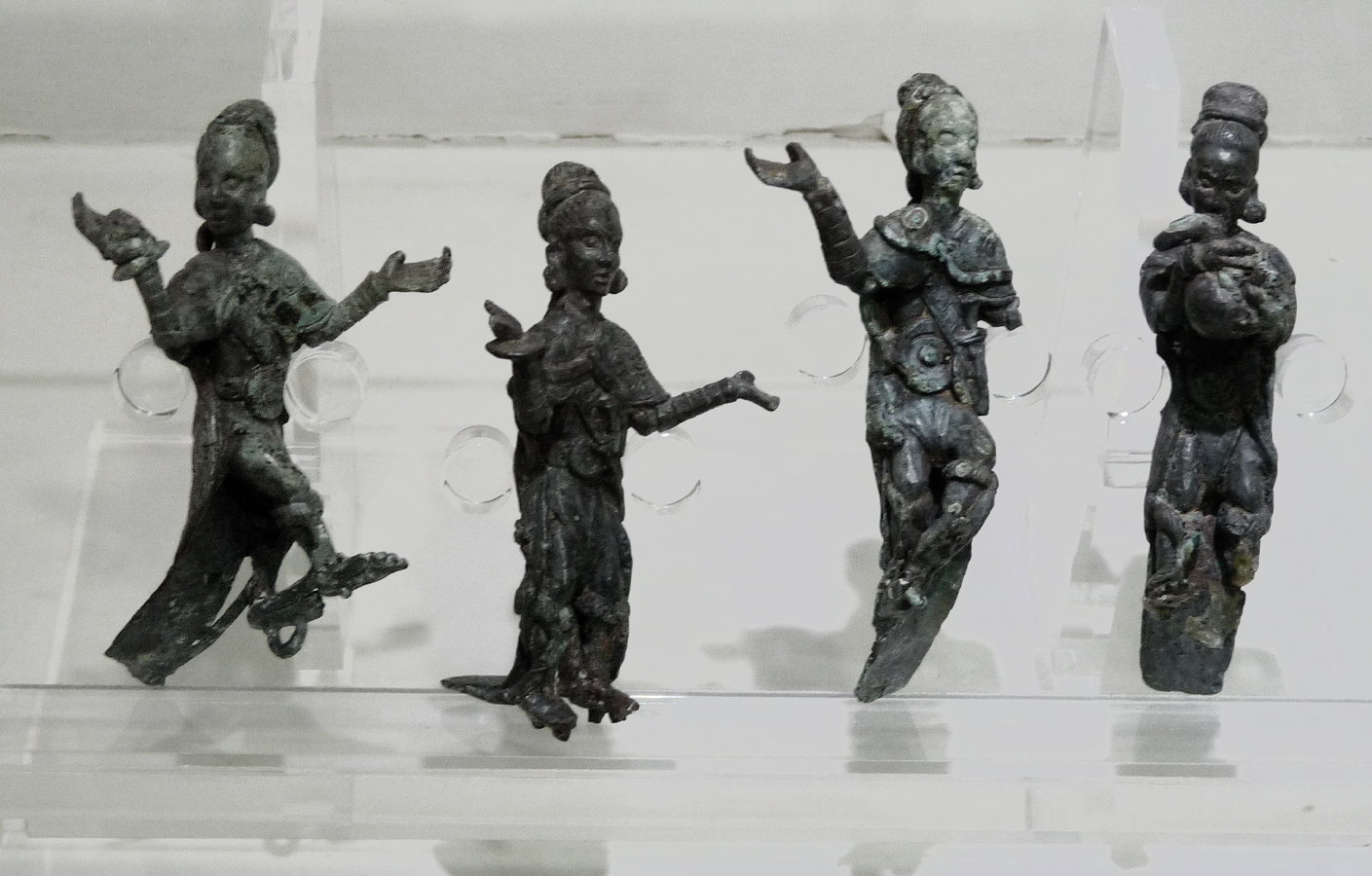
Quatre figurines en bronze de musiciennes. Tombe no 17 Shizhaishan, Jinning. Royaume Dian. Musée provincial du Yúnnán, Kunming.
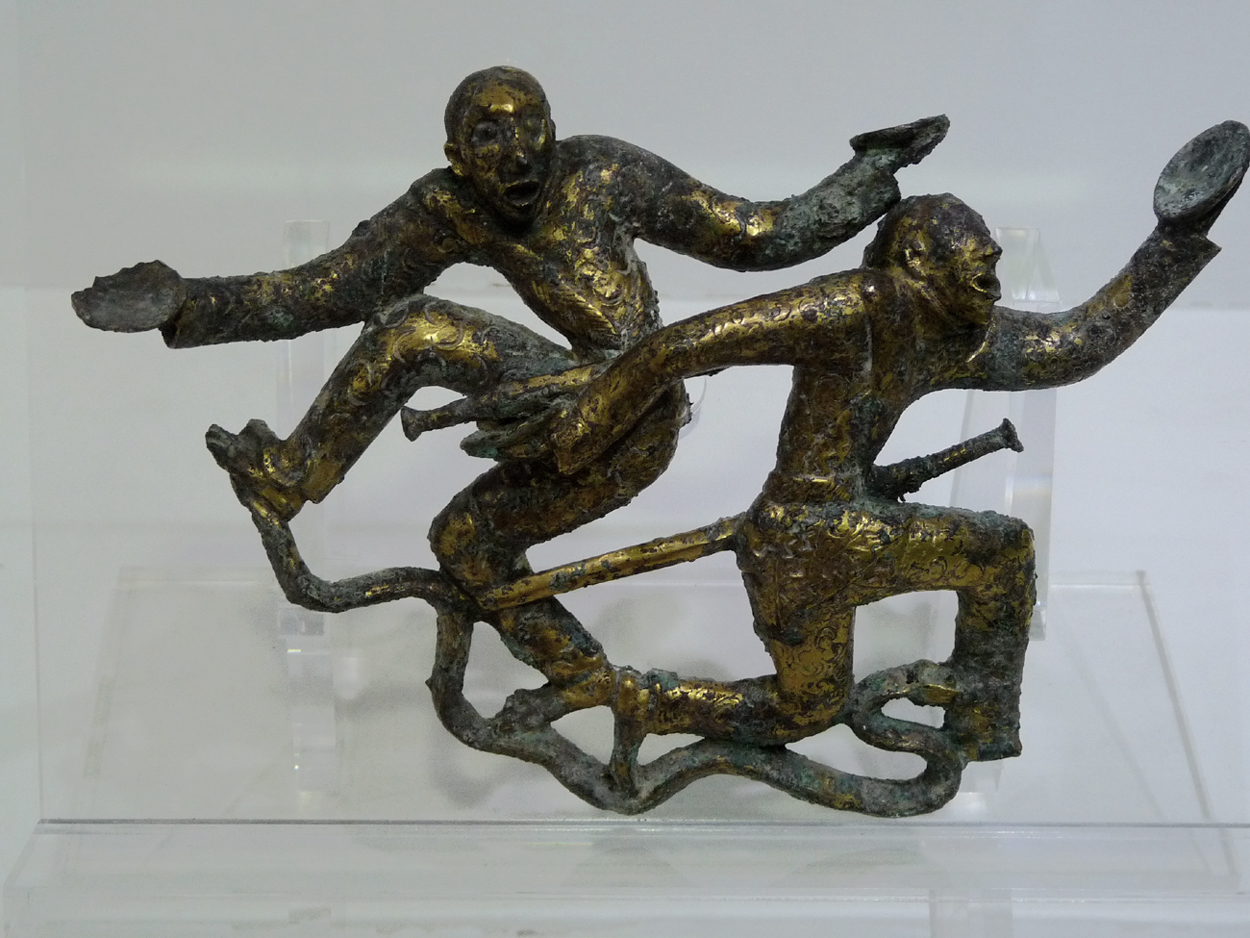
Boucle en bronze doré aux deux figures dansantes. Tombe no 13 Shizhaishan, Jinning. Royaume Dian. Musée provincial du Yúnnán, Kunming.
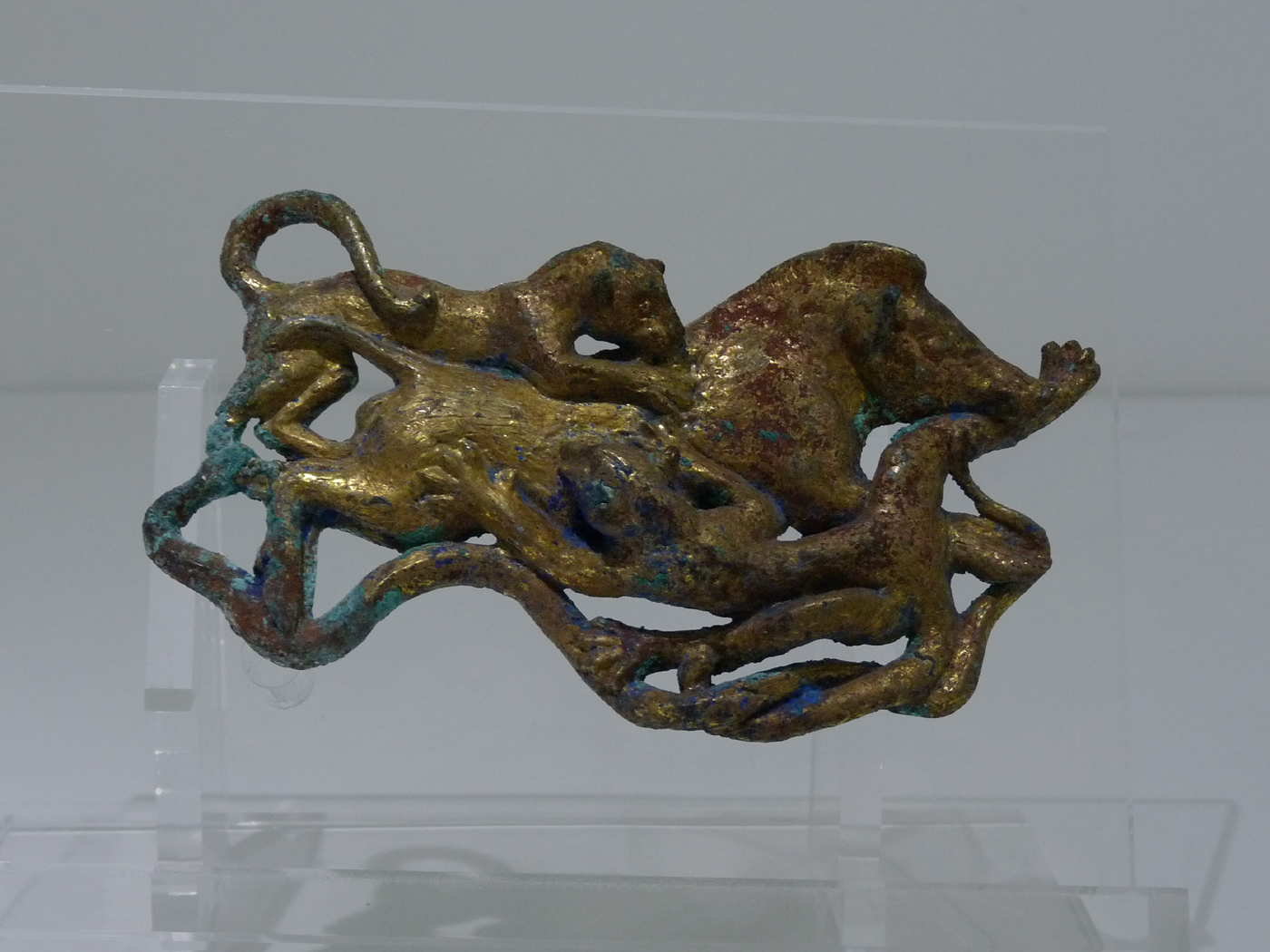
Boucle en bronze doré. Deux léopards attaquant un sanglier. Même localisation que les précédentes.
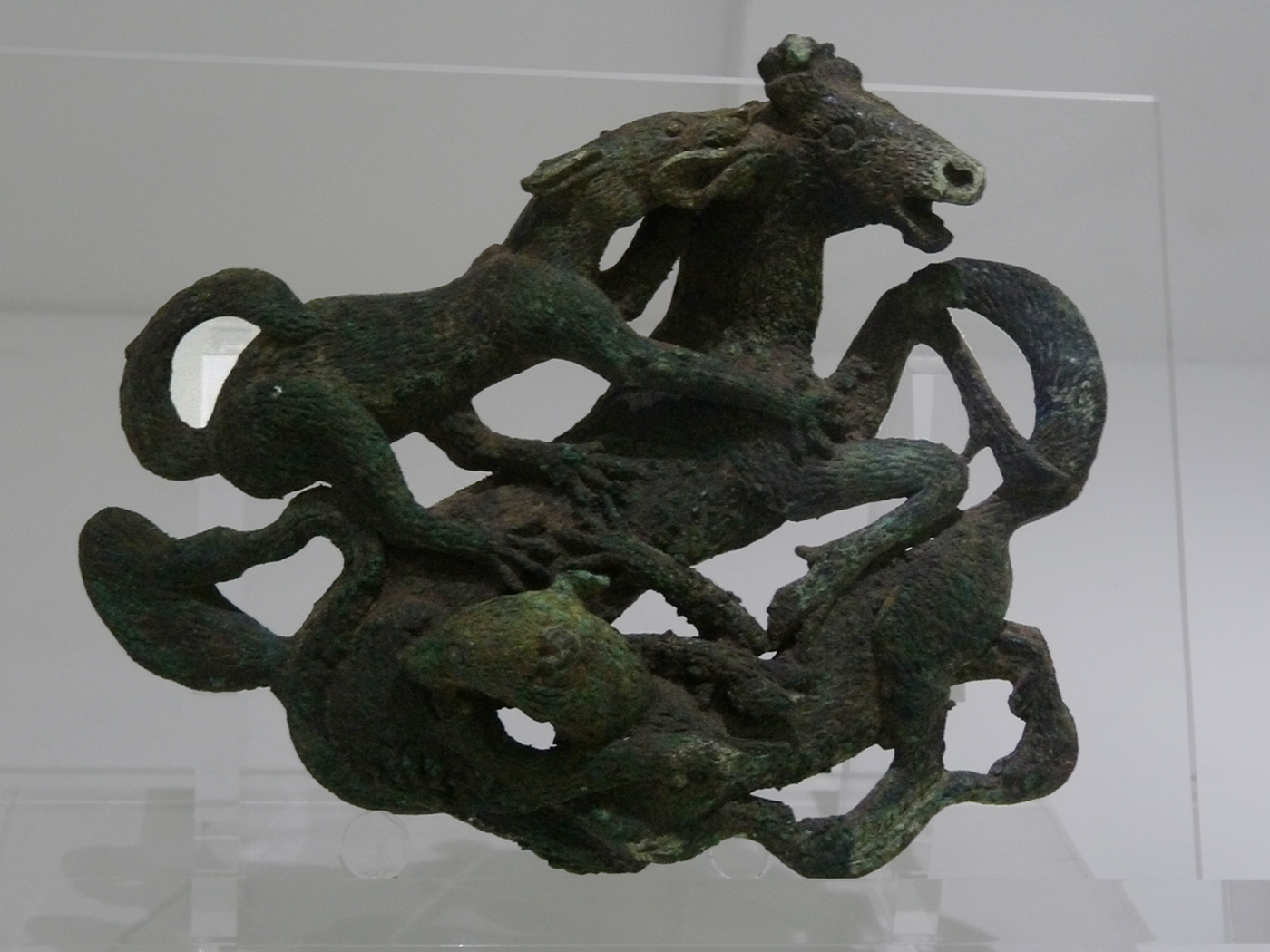
Boucle en bronze doré. Deux loups attaquant un cerf. Même localisation que les précédentes.
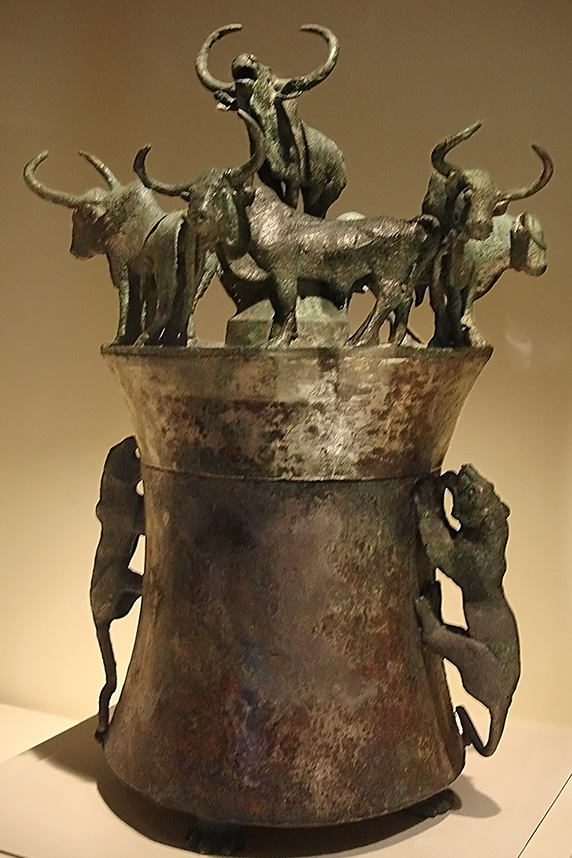
Coffre de bronze du royaume de Dian destiné à contenir la monnaie locale, des coquillages « porcelaines » ou cauri (Cypraea moneta). Musée national de Chine, Pékin.
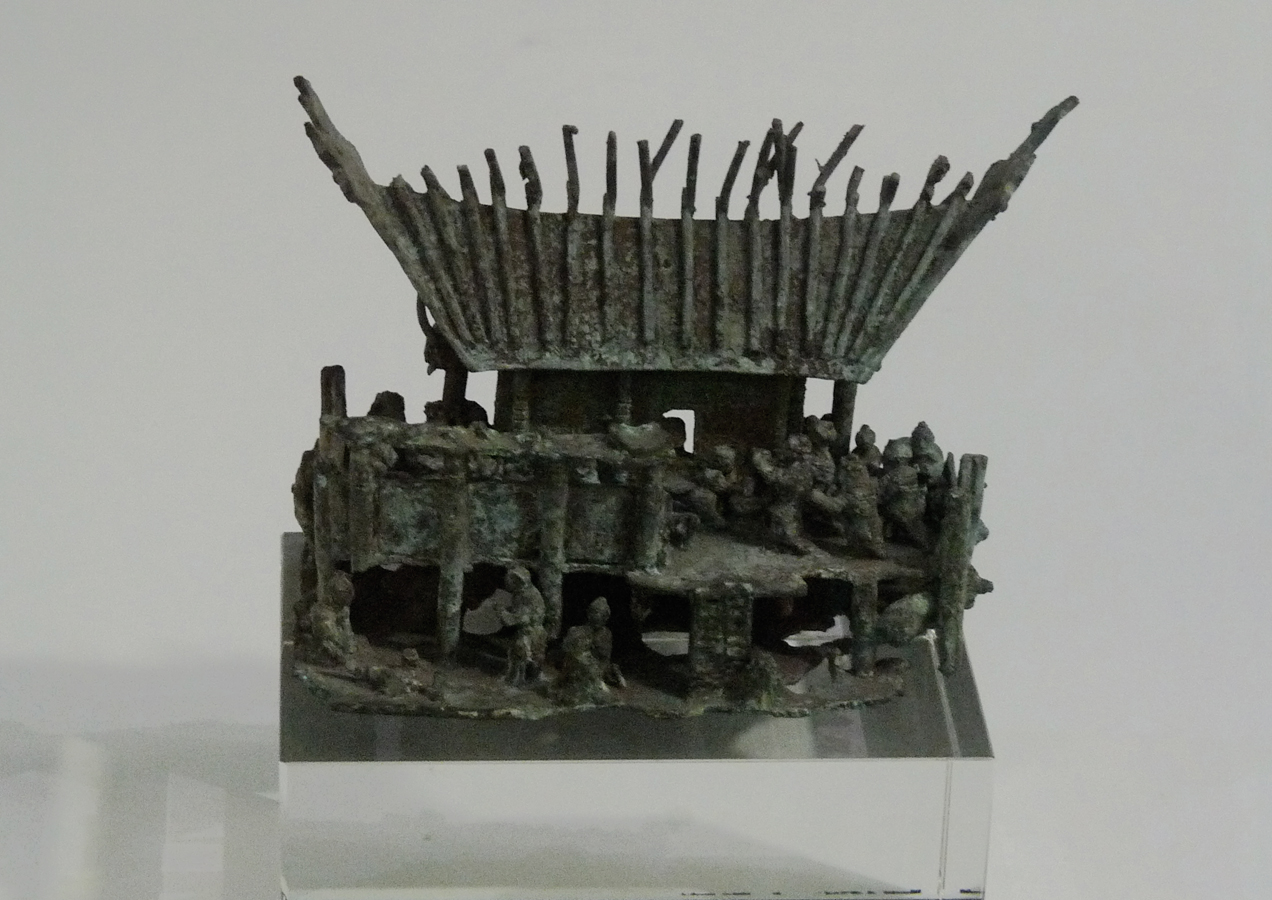
Assemblée dans une demeure de culture Dian. Bronze. Tombe no 6 Shizhaishan, Jinning. Royaume Dian. Musée provincial du Yúnnán, Kunming.

Le musée de Dali conserve aussi des pièces de cette qualité parmi de nombreux bronzes du royaume de Dali, datant de l'époque des Song. Trois splendides pagodes témoignent avec grâce de l'architecture bouddhiste interprétée par les constructeurs de ce royaume indépendant de 937 à 1253, jusqu'à l'invasion mongole.

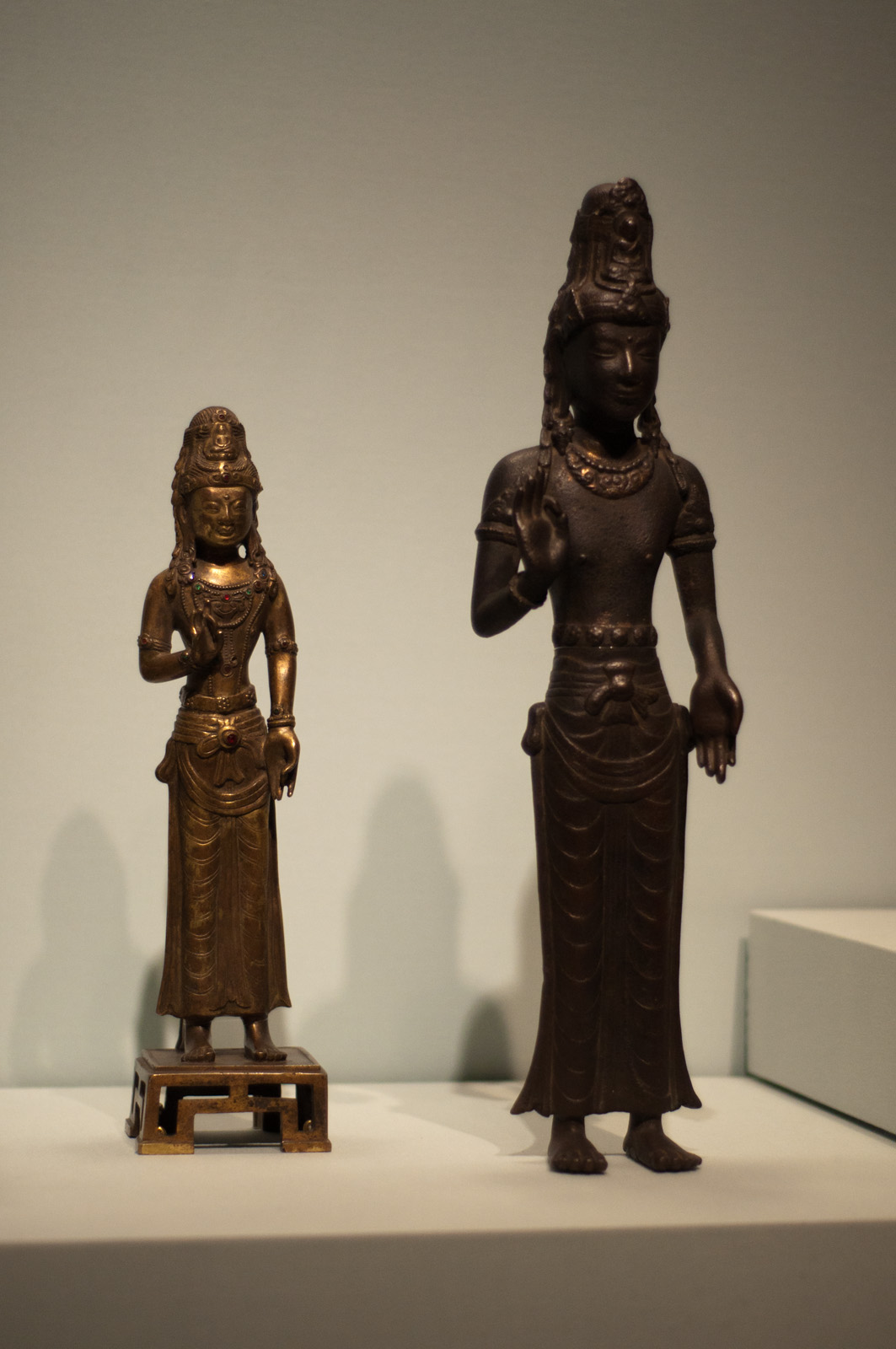
Deux figures de Guanyin provenant du royaume de Dali. Bronze et bronze doré[N 1].
Les trois pagodes de Dali.
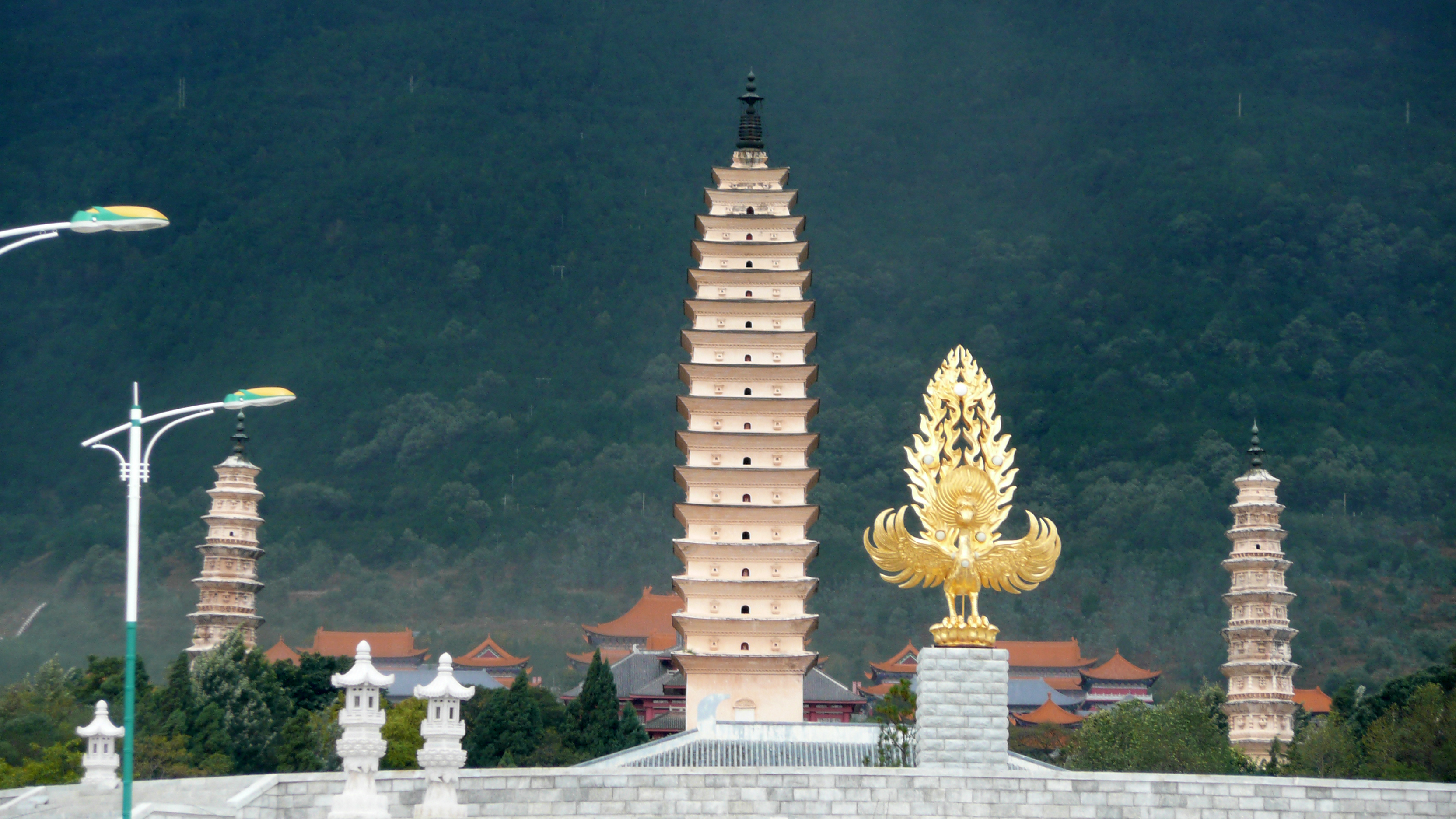
L'ensemble cultuel des trois pagodes.
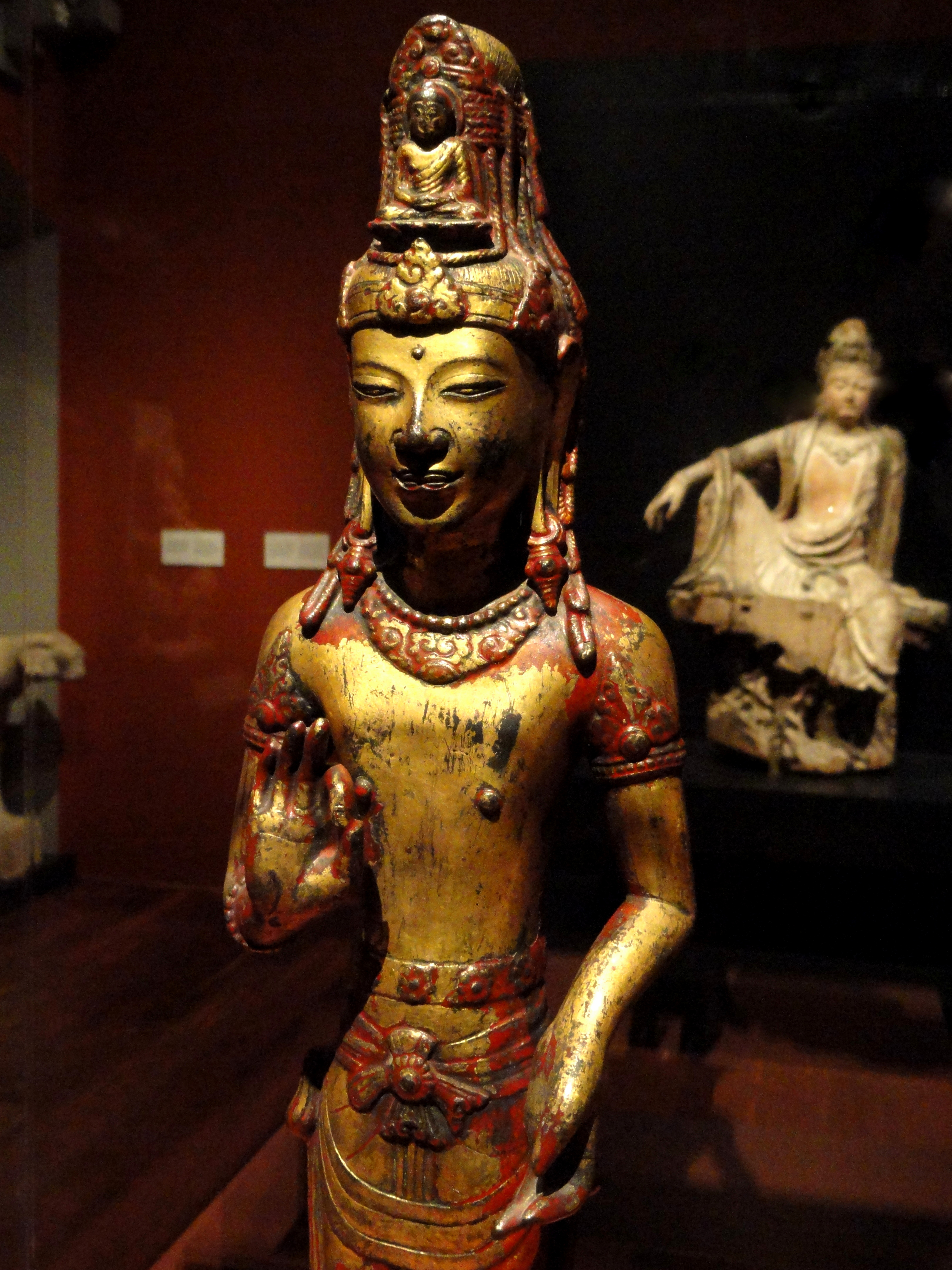
Bodhisattva Guanyin. Bronze à l'arsenic et laque rouge. Royaume de Dali.

### Tourisme
Le Yunnan est une province très touristique, du fait de sa grande diversité de paysages et de cultures. Parmi les hauts-lieux touristiques, on trouve :
- Lijiang (丽江), sans doute la plus belle ville du Yunnan, est une cité ancienne, à la culture dongba des Naxi qui a conservé tout son charme, tout en se dotant d'un aérodrome (atterrissage à sensation en altitude) et d'infrastructures modernes (Guan Fang Hôtel, 5 étoiles), entouré par quelques anciens villages et notamment un site de préservation de la culture dongba.
- Kunming (昆明), le chef-lieu de la province, avec ses maisons anciennes, ses nombreux parcs et ses grottes somptueuses et bien aménagées, Expo99, une exposition botanique permanente et anciennement internationale.
- Shilin (石林) La forêt de pierre, un parc de plus de huit hectares où l'on peut se promener dans des formations naturelles vertigineuses.
- Le district de Shangri-la (香格里拉), région de haute montagne et touristique, à quelques kilomètres du plateau tibétain, à la frontière de la province du Tibet, et des districts de Zhongdian, Deqin et Lijiang. Les impressionnantes Gorges du Saut du tigre et la première baie du Changjiang.
- La ville de Dali (大理), capitale historique d'une des minorités Bai, avec ses trois pagodes (les « tours » de Dali), son temple bouddhiste surplombant la ville et sa jolie ville ancienne.
- La jolie ville traditionnelle de Jianshui au sud de Kunming.
- Encore plus au Sud, les superbes rizières en terrasses de Yuanyang et ses marchés colorés de la minorité Yi et Hani.
- Le parc des minorités, à proximité de Kunming, présente diverses minorités ethniques et leurs spécificités culturelles.
- Le Xishuangbanna (西双版纳), habité à 75 % par la minorité Dai région bordant la Birmanie et le Laos. Le climat y est tropical, les cocotiers, bananiers et le Mékong rappellent l'Asie du Sud-Est. On peut y visiter un parc botanique de classe internationale ouvert au public, un parc abritant une forêt tropicale primaire et la présentation de cultures de différentes minorités dont les aini. Un lac abrite un spectacle présentant la culture des minorités dai. Région productrice d'argenterie et de bijoux en argent et pierres précieuses, de noix de coco et de bananes. Le hulusi, flûte à hanche composée d'une gourde et de bambou, de culture dai, est très développé dans cette région, mais s'est répandu dans toute la Chine.
- La ville de Ruili, où vit une importante communauté musulmane (pakistanaise). En émane une ambiance très particulière. En plein Triangle d'or, c'est aussi le siège d'un important commerce et trafic de rubis, de jade et autres pierres précieuses.

Principalement chinois, les touristes rapportent des milliards d'euros au Yunnan[réf. nécessaire].

### Politique de transit sans visa de 72 heures à Kunming
Kunming offre le transit sans visa de 72 heures pour les visiteurs étrangers munis de visas de pays tiers et de transit à Kunming.
Les visiteurs étrangers, titulaires de passeports délivrés par un des pays inclus dans la liste des politiques des 72 heures de transit sans visa, permet le séjour à Kunming jusqu'à 72 heures, et pourrait s'appliquer pour un transit sans visa lors des séjours en Chine à l'autorité de contrôle de l'immigration de l'aéroport international de Kunming-Changshui. Cette politique n'est applicable que pour les visiteurs étrangers qui entrent et partent par Kunming lors de leur séjour.
Selon les règlements du ministère de la Sécurité publique de la république populaire de Chine, les visiteurs étrangers qui remplissent toutes les exigences suivantes pourraient s'appliquer pour le transit sans visa :
Titulaires de passeports délivrés par les 51 pays suivants, titulaires de documents de voyage internationaux valides, qualifiés pour l'entrée dans le pays de destination finale, qui détiennent des billets d'avion valides pour une escale de 72 heures à l'aéroport international de Kunming-Changshui avant de rejoindre le pays tiers.
La politique des 72 heures de transit sans visa est valable pour les détenteurs de passeports des pays suivants :
Autriche, Belgique, République tchèque, Danemark, Estonie, Finlande, France, Allemagne, Grèce, Hongrie, Islande, Italie, Lettonie, Lituanie, Luxembourg, Malte, Pays-Bas, Pologne, Portugal, Slovaquie, Slovénie, Espagne, Suède, Suisse, Russie, le Royaume-Uni, Irlande, Chypre, Bulgarie, Roumanie, Ukraine, Serbie, Croatie, Bosnie-Herzégovine, Monténégro, Macédoine, Albanie, États-Unis, Canada, Brésil, Mexique, Argentine, Chili, Australie, Nouvelle-Zélande, Corée du Sud, Japon, Singapour, Brunei, Émirats arabes unis et Qatar.